# Cal Pascol (la Torre de Claramunt)
Cal Pascol és una obra de la Torre de Claramunt (Anoia) inclosa a l'Inventari del Patrimoni Arquitectònic de Catalunya.

## Descripció
Era propietat de "Cal Pascol", que és la casa que hi ha davant, a l'altre costat del carrer.
La casa, de dos pisos, presenta un portal adovellat, d'arc de mig punt, està unida a banda i banda per altres construccions d'època posterior. El sostre és de teules.

## Història
Pot ser contemporània al casal fortificat.
Fins al 1931-32 allotjava una sala de ball a la P. B. (entrada pel portal adovellat) i un bar a la 1ª planta, on s'accedia per la porta petita que queda mig tapada per les plantes. A partir d'aquesta data s'utilitzà com a celler.